# Talpig férfi (televíziós sorozat)
A Talpig férfi (eredeti cím: A Man in Full) 2024-es amerikai drámasorozat, amelyet David E. Kelley készített, Tom Wolfe azonos című regénye alapján. A főbb szerepekben Jeff Daniels, Diane Lane, Tom Pelphrey, Aml Ameen és Chanté Adams látható.
Az Amerikai Egyesült Államokban és Magyarországon 2024. május 2-án mutatta be a Netflix.

## Ismertető
Az üzleti és politikai érdekek összecsapnak, amikor az atlantai ingatlanmágnás, Charlie Croker megpróbálja megvédeni birodalmát azokkal szemben, akik ki akarják használni hirtelen csődjét és bukását.

## Szereplők

### Főszereplők
| Szerep            | Színész                | Magyar hang      |
| ----------------- | ---------------------- | ---------------- |
| Charlie Croker    | Jeff Daniels           | Csankó Zoltán    |
| Martha Croker     | Diane Lane             | Vándor Éva       |
| Raymond Peepgrass | Tom Pelphrey           | Dévai Balázs     |
| Roger White       | Aml Ameen              | Orosz Ákos       |
| Jill Hensley      | Chanté Adams           | Márkus Luca      |
| Conrad Hensley    | Jon Michael Hill       | Lengyel Benjámin |
| Serena Croker     | Sarah Jones            | Mórocz Adrienn   |
| Wes Jordan        | William Jackson Harper | Welker Gábor     |
| Joyce Newman      | Lucy Liu               | Kökényessy Ági   |

### Mellékszereplők
| Szerep          | Színész             | Magyar hang      |
| --------------- | ------------------- | ---------------- |
| Harry Zale      | Bill Camp           | Papp János       |
| Henrietta White | Jerrika Hinton      | Pálmai Anna      |
| Sirja           | Eline Powell        | Dobó Enikő       |
| Wismer Stroock  | Christian Clemenson | Kerekes József   |
| Herb Richman    | Josh Pais           | Mertz Tibor      |
| Taylor bíró     | Anthony Heald       | Hirtling István  |
| Gerald          | L. Warren Young     | Borbiczki Ferenc |
| Jennings ügyész | Neal Reddy          | Mészáros András  |
| Ötnul           | Atkins Estimond     | Ficzere Béla     |

### Magyar változat
- Magyar szöveg: Cseresznyés Gyula
- Hangmérnök: Schriffert László
- Vágó: Sári-Szemerédi Gabriella
- Gyártásvezető: Gelencsér Adrienne
- Szinkronrendező: Majoros Eszter
- Produkciós vezető: Hagen Péter

A szinkront a Mafilm Audio Kft. készítette.

## Epizódok
| Sor. | Év. | Cím                                    | Rendező         | Író             | Premier        |
| ---- | --- | -------------------------------------- | --------------- | --------------- | -------------- |
| 1.   | 1.  | Nyeregtáskák (Saddlebags)              | Regina King     | David E. Kelley | 2024. május 2. |
| 2.   | 2.  | A nagy pofon (The Big Squash)          | Thomas Schlamme | David E. Kelley | 2024. május 2. |
| 3.   | 3.  | A leszámolás (The Takedown)            | Thomas Schlamme | David E. Kelley | 2024. május 2. |
| 4.   | 4.  | Tikk-takk (Tick Tick)                  | Thomas Schlamme | David E. Kelley | 2024. május 2. |
| 5.   | 5.  | Két rossz között (Push Comes to Shove) | Regina King     | David E. Kelley | 2024. május 2. |
| 6.   | 6.  | Az ítélet napja (Judgment Day)         | Regina King     | David E. Kelley | 2024. május 2. |

## A sorozat készítése
2021. november 4-én bejelentették, hogy a Netflix sorozatot rendelt meg Talpig férfi címmel, amely Tom Wolfe azonos című regényén alapul. A sorozat alkotója David E. Kelley, az epizódok felét pedig Regina King rendezi. Mindketten vezető producerként is közreműködnek Matthew Tinkerrel együtt. A sorozatot a Royal Ties Productions és a David E. Kelley Productions gyártja.

### Szereposztás
2022 májusának elején Jeff Danielst választották ki a főszerepre. Diane Lane 2022 júliusában csatlakozott a sorozathoz női főszereplőként. 2022 augusztusában William Jackson Harper, Aml Ameen, Tom Pelphrey, Sarah Jones, Jon Michael Hill, Chanté Adams, Lucy Liu és Bill Camp is csatlakozott a szereplőgárdához.

### Forgatás
A forgatást eredetileg 2022 májusában tervezték elkezdeni. Végül 2022. augusztus 8-án kezdődött meg Atlantában, és 2022. december 10-én fejeződött be.